# Vlag van de Noordoostelijke Provincie

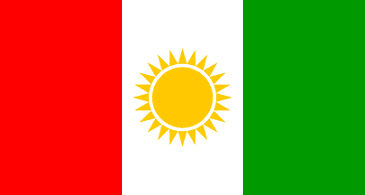
Vlag van de Noordoostelijke Provincie

De vlag van de Noordoostelijke Provincie werd op 14 november 1987 aangenomen als de vlag van de Noordoostelijke Provincie van Sri Lanka. De vlag werd na 31 december 2006 niet meer gebruikt.

## Geschiedenis
De vlag werd gebruikt tot 31 december 2006, toen de provincie werd opgeheven en opgedeeld in de noordelijke en oostelijke provincies. Het Hooggerechtshof oordeelde in 2007 dat het besluit van 1987 om de twee provincies, onder het Indo-Sri Lankaanse akkoord, noordelijk en oostelijk samen te voegen onwettig was en dat de twee provincies daarom afzonderlijk moesten worden bestuurd. Dit betekende twee aparte vlaggen voor de noordelijke en oostelijke provincies.

## Symboliek
De vlag van de Noordoostelijke Provincie lijkt op de huidige vlag van de Noordelijke Provincie. Het heeft een symbool van de zon in het midden van de vlag, met drie verticale strepen rood, wit en groen.